# Дигоман (Белуно)
Дигоман (итал. Digoman) је насеље у Италији у округу Белуно, региону Венето.
Према процени из 2011. у насељу је живело 44 становника. Насеље се налази на надморској висини од 870 м.